# Nowoberezowo (gmina)
Nowoberezowo (ros. Новоберезовская волость, lit. Novoberezovo valsčius) – dawna gmina wiejska istniejąca w dwóch odsłonach: w latach 1861–1915 oraz efemerycznie w 1954 roku na Białostocczyźnie. Siedzibą gminy były Nowoberezowo.

## Pierwsza odsłona

### Imperium Rosyjskie
Gmina zbiorowa Nowoberezowo (ros. Новоберезовская волость) powstała w wyniku reformy struktur administracyjnych państwa rosyjskiego w 1861 roku. Była częścią powiatu bielskiego należącego (od 1843) do guberni grodzieńskiej. W 1890 roku gmina Nowoberezowo obejmowała 25 miejscowości i zamieszkiwało ją 5468 osób.

### I wojna światowa
Podczas I wojny światowej gmina wraz z powiatem bielskim należała do okupowanego przez Niemcy Ober-Ostu (w okręgu Białystok), gdzie znacznie zmieniono granice oraz podział administracyjny powiatu bielskiego. Spośród jego 15 gmin, zachowano 9 i zniesiono 6, ponadto utworzono 10 nowych. W związku z tym, gmina Nowoberezowo została zniesiona, po czym:
- jej południową i środkową część włączono do gminy Orla,
- jej północną część włączono do gminy Łosinka.

Podział ten zachowano, kiedy powiat bielski przeszedł w sierpniu 1919 pod administrację polską.

## Druga odsłona
Gmina Nowoberezowo została utworzona po raz drugi 1 stycznia 1954 w nowo utworzonym powiecie hajnowskim w  województwie białostockim; formalnie, w związku z przeniesieniem siedziby gminy Hajnówka z miasta Hajnówki do Nowoberezowa i zmianą nazwy gminy na gmina Nowoberezowo. W rzeczywistości niecały obszar zniesionej gminy Hajnówka wszedł w skład gminy Nowoberezowo, jako że odłączono od niego uprzednio pięć gromad, które włączono do innych gmin (gromady Orzeszkowo, Jagodniki i Pasieczniki Duże do gminy Dubicze Cerkiewne oraz gromady Kotówka i Nowosady do gminy Łosinka). 
Ostatecznie w skład gminy Nowoberezowo weszło 12 gromad (z 17 gromad gminy Hajnówka, czyli około 70%):
- gromada Bielszczyzna (Bielszczyzna i Putiska),
- gromada Borek (Borek),
- gromada Chytra (Chytra i Progale),
- gromada Czyżyki (Czyżyki),
- gromada Dubicze Osoczne (Dubicze Osoczne),
- gromada Dubiny (Dubiny),
- gromada Kojły (Kojły),
- gromada Lipiny (Lipiny),
- gromada Nowoberezowo (Nowoberezowo i Wygoda),
- gromada Nowokornino (Nowokornino),
- gromada Postołowo (Postołowo, Sawiny Gród i Skryplewo – miejscowości te należały w latach 1951-52 do miasta Hajnówka),
- gromada Szostakowo (Szostakowo).

Gminę Nowoberezowo zniesiono 29 września 1954, zaledwie po 9 miesiącach, wraz z reformą wprowadzającą gromady w miejsce gmin. Z perspektywy czasu, jej utworzenie tak krótko przed nadchodzącą wielką reformą było w pewnym sensie wczesnym przygotowaniem dla Nowoberezowa przed przejęciem funkcji administracyjnych, jako że większa część terytrorium efemerycznej gminy weszła w skład nowej gromady Nowoberezowo.
Jednostki nie przywrócono 1 stycznia 1973 w związku z kolejnym reaktywowaniu gmin; reaktywowano jednak gminę Hajnówka z siedzibą w Hajnówce w znacznie zmienionych granicach.